# Oberliga Westphalie (1978-1994)
la ligue homonyme "Oberliga Westfalen" qui fut organisée de 1994 à 2008 et qui eut alors le rang d’une "Division 4".
L’Oberliga Westphalie (1978-1994) (en allemand : Oberliga Westfalen) fut une ligue allemande de football organisée entre 1978 et 1994. Cette compétition eut la valeur d’une "Division 3" puisque annuellement son vainqueur était un montant potentiel vers le 2e niveau de la hiérarchie du football ouest-allemand. 

## Présentation
L'Oberliga Westfalen fut instaurée à la fin de la saison 1977-1978 en guise de 3e niveau. Elle regroupa les meilleurs clubs des séries de la Verbandsliga Westfalen qui était jusqu'alors disputée en deux groupes : "Nordost" et "Südwest". L'appellation Verbandsliga Westfalen était employée depuis 1956 lorsqu'elle avait remplacé le terme Landesliga Westfalen.
L'Oberliga Westfalen concerna les clubs affiliés auprès de la Fußball-und Leichtathletik-Verband Westfalen (FLVW)

### Niveau supérieur

logo de la FuLVW

Jusqu'en 1981, l'Oberliga Westfalen (1978-1994) fut située directement en dessous de la 2. Bundesliga Nord. Ensuite, directement sous la 2. Bundesliga quand celle-ci fut ramenée à une seule série.
Pendant les trois premières saisons de son existence, l'Oberliga Westfalen vit son champion promu directement en 2. Bundesliga.
À partir de la saison 1981-1982, la participation à un tour final fut de nouveau nécessaire pour atteindre le 2e niveau.

### Niveau inférieur
Sous cette Oberliga Nord (1974-1994), se trouvaient les séries de Verbandsliga Westfalen.

## Fondateurs de l’Oberliga Westfalen (1978-1994)
Ci-dessous, les 18 clubs fondateurs de l’Oberliga Westfalen. À l'exception du SC Herford, relégué de 2. Bundelisga, tous ces clubs venaient des séries de Verbandsliga qui avaient constitué le 3e niveau depuis 1949. Les neuf premiers classés des deux groupes de la Verbandsliga furent qualifiés pour la nouvelle Oberliga Westfalen:
En raison de la relégation depuis le 2e niveau du SC Herford, un barrage aurait dû être nécessaire entre les deux clubs classés à la 9e place  de chaque série, mais cela ne fut pas nécessaire. D'une part deux clubs qualifiés, le DJK Gütersloh et le SV Arminia Güterlsoh fusionnèrent pour former le FC Gütersloh. La place libérée échut au 10e, le TSG Harsewinkel. Mais comme le DSC Wanne-Eickel, "Westfalen Meister" en 1978, gagna le droit de monter en 2. Bundelisga lors du tour final, le barrage évoqué ci-dessus devint inutile.
|    | Groupe Nordost      |    | Groupe Südwest             |
| -- | ------------------- | -- | -------------------------- |
| 1  | SC Herford          | 11 | SpVgg Erkenschwick         |
| 2  | 1. FC Paderborn     | 12 | VfL Gevelsberg             |
| 3  | VfB Rheine          | 13 | Sportfreunde Siegen        |
| 4  | TuS Schloss Neuhaus | 14 | DJK Hellweg Lütgendortmund |
| 5  | SV Ahlen            | 15 | SuS Hüsten 09              |
| 6  | Bünder SV 08/09     | 16 | SV Holzwickede             |
| 7  | SpVgg Emsdetter 05  | 17 | Eintracht Recklinghausen   |
| 8  | SpVgg Beckum        | 18 | VfB Altena                 |
| 9  | FC Gütersloh        |    |                            |
| 10 | TSG Harsewinkel     |    |                            |

## Palmarès de l'Oberliga Westfalen (1978-1994)
En seize saisons, dix clubs différents remportèrent le titre de cette "Oberliga Nord (1974-1994)". Le SC Preussen Münster fut le plus titré avec 4 sacres.
À noter que le TuS Paderborn-Neuhaus vainqueur de la dernière édition de l'Oberliga Westfalen (1978-1994), en 1994 était le fruit d'une fusion entre deux clubs sacrés précédemment : le 1. FC Paderborn (1981) et le TuS Schloss Neuhaus (1982).
Les clubs dont le nom apparaît en lettres grasses montèrent en 2. Bundesliga.
|    | Saisons   | Champions             | Vice-champions          |
| -- | --------- | --------------------- | ----------------------- |
| 1  | 1978-1979 | SC Herford            | TuS Schloss Neuhaus 1   |
| 2  | 1979-1980 | SpVgg Erkenschwick    | 1. FC Paderborn 1       |
| 3  | 1980-1981 | 1. FC Paderborn       | VfL Gevelsberg          |
| 4  | 1981-1982 | TuS Schloss Neuhaus   | FC Gütersloh            |
| 5  | 1982-1983 | SC Eintracht Heessen  | Rot-Weiss Lüdenscheid   |
| 6  | 1983-1984 | FC Gütersloh          | SC Eintracht Heessen    |
| 7  | 1984-1985 | SC Eintracht Heessen  | DSC Wanne-Eickel        |
| 8  | 1985-1986 | ASC Schöppingen       | TuS Paderborn-Neuhaus 1 |
| 9  | 1986-1987 | SpVgg Erkenschwick    | SC Preussen Münster     |
| 10 | 1987-1988 | SC Preussen Münster   | SC Westfalia 05 Herne   |
| 11 | 1988-1989 | SC Preussen Münster   | DSC Arminia Bielefeld   |
| 12 | 1989-1990 | DSC Arminia Bielefeld | TuS Pardeborn-Neuhaus   |
| 13 | 1990-1991 | SC Verl               | ASC Schöppingen         |
| 14 | 1991-1992 | SC Preussen Münster   | VfR Sölde               |
| 15 | 1992-1993 | SC Preussen Münster   | SC Verl                 |
| 16 | 1993-1994 | TuS Pardeborn-Neuhaus | SC Preussen Münster     |

1 À la fin de la saison, 1984-1985, le 1. FC Paderborn et le TuS Schloss Neuhaus fusionnèrent pour former le TuS Paderborn-Neuhaus. En 1998, ce club changea son nom en SC Paderborn 07.

## Liste des clubs ayant évolué en Oberliga Westfalen (1978-1994)
45 équipes différentes jouèrent dans cette "Oberliga Nord (1974-1994)". Dans ce total figurent à titre individuel le 1. FC Paderborn et le TuS Schloss Nehauss qui fusionnèrent sous le nom de TuS Paderborn-Neuhaus qui est aussi compté aussi à titre individuel.
Les principaux piliers furent le SpVgg Erkenschwick et le FC Gütersloh qui participèrent à 15 des 16 saisons d'existence de cette Oberliga Westfalen (1978-1994).
Les équipes "Réserves" du VfL Bochum, du SG Wattenscheid 09, du BV 09 Borussia Dortmund et du FC Schalke 04 prirent part à cette ligue. Le règlement leur interdisait de monter en 2. Bundesliga.
| Ordre | Clubs                                                                                                 | Saisons | Titres |
| ----- | --- | ------- | ------ |
| 1     | SpVgg Erkenschwick FC Gütersloh                                                                       | 15      | 2 1    |
| 3     | DSC Wanne-Eickel                                                                                      | 13      | -      |
| 4     | SC Preussen Münster SC Westfalia 05 Herne                                                             | 11      | 4 -    |
| 6     | ASC Schöppingen Sportfreunde Siegen Hammer SpVg Rot-Weiss Lüdenscheid VfL Bochum II                   | 10      | 1 -    |
| 11    | TuS Paderborn-Neuhaus 2                                                                               | 9       | 1      |
| 12    | SC Verl SuS Hüsten 09 VfB Rheine                                                                      | 8       | 1 -    |
| 15    | 1. FC Paderborn 2 DJK Hellweg Lütgendortmund VfL Gevelsberg BV 09 Borussia Dortmund II SpVg Marl      | 7       | 1 -    |
| 20    | SC Eintracht Heesen 1 SC Herford TuS Schloss Neuhaus 2 DSC Arminia Bielefeld SpVgg Beckum VfB Waltrop | 6       | 2 1 -  |
| 26    | SV Holzwickede SG Wattenscheid 09 II VfR Sölde                                                        | 5       | -      |
| 29    | Lippstädter Spielverein Teutonia 08 VfL Reken 1. FC Recklinghausen 3 SC Buer-Hassel                   | 4       | -      |
| 33    | Eintracht Recklinghausen3 Bünder SV 08/09 VfB Altena FC Schalke 04 II                                 | 3       | -      |
| 37    | TSG Harsewinkel SV Emsdetten 05 STV Horst-Emscher FC Gohfeld SpVg Brakel                              | 2       | -      |
| 42    | SV Ahlen Lüner SV SV Langendreer 04 TSG Dülmen                                                        | 1       | -      |

1 À la fin de la saison, 1984-1985, le SC eintracht Heesen changea son appellation en SC Eintracht Hamm.
2 À la fin de la saison, 1984-1985, le 1. FC Paderborn et le TuS Schloss Neuhaus fusionnèrent pour former le TuS Paderborn-Neuhaus. En 1998, ce club changea son nom en SC Paderborn 07.
3 À la fin de la saison, 1980-1981, l'Eintracht Recklinghausen et le SC Recklinhausen fusionnèrent pour former le 1. FC Recklinhausen. En faillite en 1996, ce club fut reconstitué sous le nom FC 96 Recklinghausen.

## Dissolution /Recul
Après la Chute du Mur de Berlin en novembre 1989 et la réunification allemande qui en découla, la Deutscher Fussball Bund (DFB) vit revenir dans son giron un grand nombre de clubs de l'ex-RDA. Tous les cercles qui poursuivirent leurs activités furent incorporés au sein des différentes ligues de la DFB.
En 1994, une réforme des ligues fut mise en place avec la ré-instauration du terme Regionalliga. Celle-ci se composa de quatre séries situées au 3e niveau. À la suite de cela, toutes les « Oberligen » existantes reculèrent au quatrième étage de la pyramide du football allemand. L'Oberliga Westfalen conserva son appellation d'Oberliga Westfalen mais se situa donc au 4e niveau.